# Buchanan County, Virginia
Buchanan County är ett administrativt område i delstaten Virginia, USA, med 24 098 invånare. Den administrativa huvudorten (county seat) är Grundy. 

## Geografi
Enligt United States Census Bureau så har countyt en total area på 1 305 km². 1 305 km² av den arean är land och 0 km² är vatten.  

### Angränsande countyn
- Mingo County, West Virginia - nord-nordost
- McDowell County, West Virginia - öst
- Tazewell County, Virginia - sydost
- Russell County, Virginia - syd
- Dickenson County, Virginia - sydväst
- Pike County, Kentucky - nordväst